# Waterdunen (île)
Waterdunen était une petite ville, ainsi qu'une île, située entre les îles de Wulpen et de Koezand, aujourd'hui dans l'Escaut occidental.
Selon les sources de l'époque le village était relativement peuplé, puisqu'il payait plus d'impôts que IJzendijke et Biervliet. Selon certains écrits, l'île a été détruite par la mer en 1357 et a été reconstruite. À la fin du XVe siècle, l'île a été totalement engloutie. L'île joue également un rôle important dans le livre : La Trahison de Waterdunen.
Une zone protégée et un centre de loisir nommé zone protégée de Waterdunen, situé sur la rive sud du fleuve, ont été créés à partir de 2012.